# 弗尼泅鱼龙属
弗尼泅鱼龙属（学名：Fernatator，意为“弗尼的游泳者”）是小胯鱼龙类已灭绝的一个属，生存于早侏罗世普林斯巴期的加拿大不列颠哥伦比亚省。该属仅有一个物种：普氏弗尼泅鱼龙（Fernatator prenticei），是北美迄今化石最完整的早侏罗世鱼龙类。

## 发现与命名
弗尼泅鱼龙正模标本由汤姆·普伦蒂斯（Tom Prentice）于1916年从不列颠哥伦比亚省弗尼镇附近的弗尼组发现，编号为CMNFV 40398，是一副关节连接的不完整骨骼。该标本由美国古生物学家查尔斯·斯腾伯格于1931年首次报道，并装箱船运至加拿大自然博物馆。确切发现地点虽未记载，但仍于20世纪90年代初被罗伯特·莫里斯（Robert J. Morris）寻获。此地位于麋鹿河东岸，根据地层学及菊石生物地层学研究断定其隶属弗尼组下段，时间最可能为早侏罗世普林斯巴期。
2025年，朱迪·梅塞尔（Judy A. Massare）等人将CMNFV 40398建立为鱼龙目新属新种普氏弗尼泅鱼龙（Fernatator prenticei）。属名由发现化石的弗尼镇／弗尼组及拉丁语natator（游泳者）组成，种名则致敬化石发现者汤姆·普伦蒂斯。

## 描述
弗尼泅鱼龙为中型鱼龙类。骨骼保存长度测为2.8（9.2英尺），完整长度估计为3—4（9.8—13.1英尺）左右。这件保存较差的标本嵌入石板中，仅骨骼左侧可见。颅骨背侧严重受压，部分区域采用石膏抹平。从巩膜环填满眼眶区域的一半来看，该标本应该属于一只发育成熟的个体。
颅骨与喙骨上的特征表明，该属与其它几种早侏罗世鱼龙存在亲缘关系，包括同时期的鱼龙和切齿鱼龙。虽与其它几个属存在相同特征，但描述者仍将此标本认作独立属种，尽管该骨骼保存状况很差，对研究其解剖特征产生了阻碍。

## 古环境
正如1978年被克里斯托弗·麦高文（Christopher McGowan）暂时归入鱼龙的标本CMNFV 9896所示，弗尼泅鱼龙所在的地层还存在着其它鱼龙物种。该地层发现的菊石包括具刺肋菊石和Pimelites，二者均为普林斯巴期伊贝克斯生物带（Ibex Zone）的标准化石。